# Diachasma
Diachasma (лат.) — род паразитических наездников из семейства Braconidae (Opiinae). Около 35 видов.

## Распространение
Встречаются в Голарктике, Австралии и Новой Гвинее.

## Описание
Мелкие наездники (длина около 3 мм). Вентральный край наличника ровный, без зубцов и бугорков, от усеченного до слабо вогнутого; верхняя губа обычно плоская, всегда широко обнаженная. Затылочный киль сверху отсутствует, присутствует латерально, доходит до основания мандибул, широко отделен от гипостомального киля. Нотаули варьируются от почти отсутствующих до полных и заканчиваются мезоскутальной средней ямкой, часто спереди скульптированные; мезоскутальная средняя ямка варьируется от точечной до узко удлиненной. Прекоксальная борозда варьирует от нескульпированной и почти отсутствующей до зубчатой и простирается почти на всю длину мезоплевры. Стигма передних крыльев широкая, дискретная, с r1, отходящей от середины или дистальной; вторая субмаргинальная ячейка относительно короткая, длина 2RS и 3RSa примерно равна; m-cu от антефуркальна до постфуркальна; RS полная до края крыла; 1-я субдискальная ячейка закрыта (2cu-a развита). RS задних крыльев слабо развиты, часто едва обозначены дистально; m-cu почти всегда присутствует, но часто слабо развита. Первый тергит метасомы с дорсопой или без неё. Второй и третий тергиты брюшка либо гладкие, либо скульптированные. Ножны яйцеклада варьируют от едва выраженного до 0,5-кратной длины брюшка. Усики состоят из примерно 30 члеников. Паразитируют на личинках двукрылых .

## Классификация
Около 35 видов.
- D. alloeum (Muesebeck, 1956)[3]
- D. anguma Fischer, 1988[4]
- D. australe (Fischer, 1966)
- D. caffer (Wesmael, 1835)
- D. cephalotes (Wesmael, 1835)
- D. columbicola (Fischer, 1965)
- D. compressigaster Fischer, 1986
- D. compressiventre (Fischer, 1964)
- D. compressum Tobias, 1998[5]
- D. diachasmoides (Tobias, 1986)[6]
- D. extasis Fischer, 1988[4]
- D. farcium Tobias, 1998[5]
- D. ferrugineum (Gahan, 1915)[7]
- D. fulgidum (Haliday, 1837)typus
- D. graeffei (Fischer, 1959)
- D. gressitti Fischer, 1971
- D. hispanicum (Fischer, 1959)[8]
- D. kaltenbachi Fischer, 1988[4]
- D. muliebre (Muesebeck, 1956)[3]
- D. mysticum (Fischer, 1963)
- D. nigrifactum (Fischer, 1965)
- D. oborax Fischer, 1988[4]
- D. peritum (Cockerell, 1921)
- D. rasilis Zaykov, 1983
- D. rufipes Szepligeti, 1905
- D. rugosum (Wesmael, 1838)
- D. salisburgense Fischer, 1977
- D. semistriatum Tobias, 1998[5]
- D. silenis Fischer, 1967
- D. slovakense Fischer, 1989
- D. striatitergum Tobias, 1998[5]
- D. striatum (Forster, 1862)[9]
- D. tasmaniae Fischer, 1995
- D. wichmanni (Fischer, 1957)[10]
- D. xanthopum (Forster, 1862)